# Joshua Chamberlain
Joshua Lawrence Chamberlain (8 de setembro de 1828 – Portland, 24 de fevereiro de 1914) foi um professor de nível superior estadunidense do estado do Maine, que foi voluntário durante a Guerra Civil Americana alistando-se ao Exército da União. Embora não tendo educação anterior em estratégias militares, tornou-se um altamente respeitado e condecorado oficial, alcançando a patente de general de brigada e (brevet major-general). Por sua bravura na Batalha de Gettysburg, ele recebeu a Medalha de Honra. Foi-lhe dada a honra de comandar as tropas da União na cerimônia de rendição para a infantaria do Exército da Virgínia do Norte de Robert E. Lee em Appomattox, na Virgínia. Após a guerra, entrou para a política como um republicano e serviu por quatro mandatos de um ano como o 32° Governador do Maine. Serviu na faculdade de, e como presidente de, sua alma mater, Bowdoin College.
Foi interpretado nos filmes Gettysburg (Killer Angels, 1993) e Deuses e Generais (Gods and Generals,2003) pelo ator Jeff Daniels.